# Volkswagen AG
Volkswagen AG, іноді тж. VAG (укр. Фольксваген АГ) — німецький автомобільний концерн. За формою власності — Акціонерне товариство.
Volkswagen AG разом з концернами Toyota та GM-Group входить в трійку найбільших світових автовиробників. Також випускає автомобілі під 13 торговими марками Audi, Bentley, Bugatti, Ducati, Lamborghini, Seat, MAN, Scania, Škoda, Porsche (з 2011 року), Cupra і власне Volkswagen. Виробляє легкові автомобілі, позашляховики, вантажівки, автобуси, мікроавтобуси і мотоцикли. Штаб-квартира розташована у Вольфсбурзі (Німеччина). Автомобілі, вироблені VAG є майже у всіх країнах світу, та дуже відомі на весь світ. Найвідоміші з VAG Group це Audi, Škoda, Seat, ну і звісно Volkswagen.

## Склад та структура акціонерного товариства

### Основні співвласники
Основним співвласником акціонерного товариства є Porsche Automobil Holding SE (скорочено — Porsche SE), який утримує контрольний пакет акцій Volkswagen AG (32,20%), що надає йому право вирішального голосу. Права голосів у акціонерному товаристві розподілені між співвласниками наступним чином:
- Porsche Automobil Holding SE ( Німеччина) — 50,73%;
- Уряд Федеральної землі Нижня Саксонія ( Німеччина) — 20,00%;
- Qatar Investment Authority (Інвестиційний холдінг Катару,  Катар) — 17,00%;
- акції, що знаходяться у вільному обігу  Німеччина — 9,90%;
- Porsche Holding GmbH ( Австрія) — 2,37%;

### Основні підрозділи
Акціонерне товариство поділяється на два основних підрозділи:
- підрозділ фінансових сервісних послуг;
- автомобільний підрозділ:
  - легкові автомобілі;
  - комерційні (вантажні автомобілі та автобуси);
  - мотоцикли

### Керівники концерну
| Голови правління  | роки         |  | Голови наглядової ради | роки         |
| ----------------- | ------------ |  | ---------------------- | ------------ |
| Матіас Мюллер     | з 25.09.2015 |  | Бертольд Хубер (в.о.)  | з 25.09.2015 |
| Мартін Вінтеркорн | 2007–2015    |  | Фердинанд Пієх         | 2002–2015    |
| Бернд Пішетсрідер | 2002–2006    |  | Клаус Лізен            | 1987–2002:   |
| Фердинанд Пієх    | 1993–2002    |  | Карл Густав Ратьєн     | 1979–1987    |
| Карл Ган          | 1982-1993    |  | Ганс Бірнбаум          | 1974–1979    |
| Тоні Шмюккер      | 1975–1982    |  | Йозеф Руст             | 1966–1974    |
| Рудольф Ляйдінг   | 1971–1975    |  |                        |              |
| Курт Лоц          | 1968–1971    |  |                        |              |
| Гайнріх Нордхоф   | 1960–1968    |  |                        |              |

## Історична хронологія
- 1960 — прийняття закону Фольксвагена, ніхто з акціонерів не може мати вирішальної більшості, за урядом землі Нідерзаксен лишається право «вето».
- 1962 — страйк італійських робочих концерну. Концерні нараховує 69.000 працівників з річним оборотом 6,4 млрд. DM
- 1964 — VW перекуповує у концерну Daimler-Benz технологічно більш «просунуту» компанію Auto Union, яка перетворюється на Audi. Завдяки цьому придбанню VW отримує технологію двигунів з водяним охолодженням та передньоприводну компоновку
- 1971 — Volkswagen K 70 перша власна модель VW з переднім приводом та двигуном водяного охолодження
- 1972 — в концерні працює 192.100 співробітників, щорічний дохід дорівнює 16 млрд. DM
- 1977 — продукція VW пробиває «Залізну завісу» — 10.000 автомобілів Golf продано «соціалістичній» НДР
- 1978 — Фольксваген — перший іноземний автобудівник, що «ступив на землю» США. У Вестморленді збудовано завод-філію VW, що випускає Golf 1 під ринковим ім'ям «Rabbit»
- 1982 — початок ери правління Карла Гана, сина співзасновника DKW та Auto Union
- 1986 — Фольксваген купує близького за соціальною клієнтурою але економічно та технологічно слабкого іспанського автовиробника SEAT
- 1991 — концерн купує деградованого внаслідок розвалу «світової системи соціалізу» виробника «народних машин» у Східній Європі Škoda Auto
- 1993 — прихід до керівництва концерном Фердинанда Пієха. Початок ери Пієха, посилення зовнішньої експансії концерну у напрямку люкс-сегменту світового авторинку
- 1998 — купівля виробника «народних автомобілів» британських люкс-виробників Rolls-Royce та Bentley. Але права на марку RR лишаються за конкурентами-земляками BMW.
- 2002 — у виробництві люкс-лимузинів Volkswagen цілком зосереджується на Bentley
- 2005-2006 — корупційна афера Фолькерта-Харца. Директор основного виробництва Клаус Фолькерт та директор з кадрів і, одночасно, радник канцлера Г. Шрьодера Петер Харц - мусять сісти за ґрати.
- 2012 — «боротьба гігантів» європейської автопромисловості або «змагання авторитарних характерів» лідерів двох споріднених фірм — генеральний директор Венделин Відекінг (Porsche AG) проти голови наглядової ради Фердинанда Пієха (Volkswagen AG) — хто кого поглине. Кінець змагання: тріумф Пієха, «злиття» Porsche з Фольксвагеном 1 червня 2012, Відекінг програв і мусить йти у відставку
- 2014 — за цей рік, з січня по грудень компанія продала по всьому світу 10,14 мільйонів автомобілів.
- 2015 (квітень) — кінець ще одного, але значно меншого за масштабом та латентного «змагання характерів». Пієх віддає всі свої посади, Мартін Вінтеркон лишається одноособовим правителем концерну
- 2015 (вересень) — оприлюднення афери з маніпуляцією вихлопом. М.Вінтеркорн і ціла низка вищих менеджерів мусять «іти на вихід»

## Автомобільні марки та компанії-виробники у складі Volkswagen AG
До товариства входять 340 дочірніх компаній, які мають представництва у майже 150-ти країнах. Продукція виробляється на 100 підприємствах, розташованих у 27-ми країнах світу. Товариство також має два основних спільних підприємства у Китаї —FAW-Volkswagen та SAIC-Volkswagen.
Акціонерне товариство Volkswagen AG («VW AG») є співвласником або власником наступних марок та компаній-виробників:
| Марка         | Виробник                        | Міста розташування штаб-квартир         | «VW AG», % | Країна          |
| Audi          | Audi AG                         | Інгольштадт, земля Баварія              | 99,55      | Німеччина       |
| • Lamborghini | Automobili Lamborghini S.p.A.   | Сант'Агата-Болоньєзе, провінція Болонья | 100,00     | Італія          |
| •• Giugiaro   | Italdesign-Giugiaro S.p.A.      | Монкальєрі, провінція Турин             | 90,10      | Італія          |
| • Bugatti     | Bugatti Automobiles S.A.S.      | Мольсхайм, регіон Ельзас                | 100,00     | Франція         |
| • Ducati      | Ducati Motor Holding SpA        | Болонья, провінція Болонья              | 100,00     | Італія          |
| Bentley       | Bentley Motors Limited          | Кру, графство Чешир                     | 100,00     | Велика Британія |
| Porsche       | Die Dr. Ing. h.c. F. Porsche AG | Штутгарт, земля Баден-Вюртемберг        | 49,90      | Німеччина       |
| MAN           | MAN SE                          | Мюнхен, земля Баварія                   | 75,03      | Німеччина       |
| Scania        | Scania AB                       | Седертельє, ландскап Седерманланд       | 89,20      | Швеція          |
| SEAT          | SEAT SA                         | Мартурель, провінція Барселона          | 100,00     | Іспанія         |
| Škoda         | Škoda Auto                      | Млада-Болеслав, Середньочеський край    | 100,00     | Чехія           |
| Volkswagen    | Volkswagen Nutzfahrzeuge (VWN)  | Ганновер, земля Нижня Саксонія          | 100,00     | Німеччина       |
| Volkswagen    | Volkswagen (VW)                 | Вольфсбург, земля Нижня Саксонія        | 100,00     | Німеччина       |

## Коротка історія придбання марок і їх виробників

### Легкові автомобілі
- Audi — остання діюча автомобільна марка групи Auto Union, придбана Фольксвагеном у Daimler-Benz в 1964 році. Audi, в свою чергу, має право власності на наступні марки:
  - NSU Motorenwerke — була придбана в 1969 році і увійшла в Audi AG. Не використовується як самостійна марка з 1977 року. Завод у м. Некарсульме, що у землі Баден-Вюртемберг, використовується для складання модифікацій автомобілів Audi з повним приводом.
  - Lamborghini — компанія була придбана компанією Audi в 1998 році і перебуває у її власності. Разом із Lamborghini отримана у власність наступна марка:
    - Giugiaro — торгова марка дизайнерської компанії-студії Italdesign-Giugiaro S.p.A. були придбані компанією Automobili Lamborghini S.p.A. 25 травня 2010 року (90,10%).

  - Bugatti — марка була придбана компанією Audi в 1998 році.
- Bentley — компанія була придбана Фольксвагеном в 1998 році у британського концерну Vickers разом з заводом Rolls-Royce, але продавати автомобілі під маркою Rolls-Royce не мала право, тому що сама торгова марка RR була до цього продана компанії BMW, під якою баварський концерн згодом, побудувавши нові власні заводи, розпочав виробництво автомобілів цієї британської люксової марки. Однак, з липня 1998 року по грудень 2002 року, підрозділ групи Volkswagen Bentley виробляв автомобілі під маркою Rolls-Royce за угодою з компанією BMW, яка придбала у концерну Vickers права на цю марку. З 2003 року, тільки BMW може виробляти автомобілі під маркою Rolls-Royce.[11]
- Porsche — 49,9% компанії Porsche AG придбані в 2009 році. У 2011 році згідно з умовами компанія «злилась» з материнською Porsche SE та утворила єдину компанію — дочірню Фольксвагену[12]
- Seat — контрольний пакет акцій компанії (53%) був придбаний у держави в 1986 році. З 1990 року марка практично перейшла у власність концерну Volkswagen Group, який володіє 99,99% акцій компанії.
- Škoda — компанія була придбана в 1991 році.
- Suzuki Motor Corporation — Volkswagen AG є найбільшим акціонером цієї корпорації і володіє 19,9% від усіх випущених корпорацією акцій, які було придбано 15 січня 2010 року.
- Volkswagen (VW) та марка Volkswagen — основоположні у акціонерному товаристві, і на 100% перебувають у його власності.

### Мотоцикли
- Ducati Motor Holding S.p.A. і марка Ducati були куплені 19 липня 2012 року компанією Automobili Lamborghini S.p.A. і повністю перебувають у власності цієї компанії.

### Вантажні автомобілі та автобуси
- MAN. Volkswagen Group володіє 20% акцій німецької компанії MAN Truck & Bus — відомого виробника сідельних тягачів, вантажівок із бортовими платформами, самоскидів, автобусів та дизельних і гібридних двигунів.
- Scania. Volkswagen Group входить до числа найбільших акціонерів шведської компанії Scania AB, що виробляє сідельні тягачі, вантажівки із бортовими платформами, самоскиди, автобуси та дизельні двигуни. Спочатку Volkswagen Group володіла 18,7% акцій і 34,32% голосів, але після придбання в березні 2007 року пакету акцій у концерні Volvo Group, його частка склала 20,03% акцій і 35,31% голосів. Спільна частка акцій Volkswagen Group і MAN AG у шведській компанії Scania AB становить 52% від її капіталу.[13]
- Volkswagen Nutzfahrzeuge (VWN) (укр. Комерційні автомобілі Фольксваген), на 100% перебуває у власності і розпочала незалежну діяльність як юридична особа у 1995 році і несе повну відповідальність за усі вироблені комерційні транспортні засоби та за усі дії у складі акціонерного товариства, а також, здійснює управління і контроль за діяльністю компаній Scania AB і MAN Truck & Bus.

### Управління спільними підприємствами в Китаї
- На початку червня 2012 керівник концерну Мартін Вінтеркорн повідомив про структурну перебудову, за якою виробництво Фольксвагенів в Китаї буде відокремлено в самостійне відділення концерну та значно посилено[14].

## Основні виробництва продукції під маркою «Volkswagen»

### У Німеччині
- Німеччина Volkswagen Financial Services AG. Штаб-квартира розташована у м. Брауншвейг, земля Нижня Саксонія.
- Німеччина Volkswagen AG. Штаб-квартира розташована у м. Вольфсбург, земля Нижня Саксонія. Заводи у:
  - м. Вольфсбург, земля Нижня Саксонія;
  - м. Баунаталь, земля Гессен (складові частини);
  - м. Брауншвейг, земля Нижня Саксонія (складові частини);
  - м. Емден, земля Нижня Саксонія.
- Німеччина Volkswagen Nutzfahrzeuge (VWN) (комерційні). Штаб-квартира розташована у м. Ганновер, земля Нижня Саксонія. Заводи у:
  - м. Ганновер, земля Нижня Саксонія;
  - м. Зальцгіттер, земля Нижня Саксонія;
  - м. Дюссельдорф, земля Північний Рейн-Вестфалія;
  - м. Людвігсфельде, земля Бранденбург (завод належить Daimler AG; виробляє складові частини для Volkswagen Nutzfahrzeuge).
- Німеччина Volkswagen Sachsen GmbH. Штаб-квартира розташована у м. Вольфсбург, земля Нижня Саксонія. Заводи у:
  - м. Цвікау, земля Вільна держава Саксонія;
  - м. Хемніц, земля Вільна держава Саксонія (двигуни).
- Німеччина Volkswagen Osnabrück GmbH. Штаб-квартира і завод розташовані у м. Оснабрюк, земля Нижня Саксонія.
- Німеччина Wilhelm Karmann GmbH. Штаб-квартира розташована у м. Оснабрюк, земля Нижня Саксонія. Заводи у:
  - м. Оснабрюк, земля Нижня Саксонія;
  - м. Райне, земля Північний Рейн-Вестфалія.
- Німеччина Automobilmanufaktur Dresden GmbH. «Прозорий» демонстраційний завод із складання автомобілів, який розташований у м. Дрезден, земля Вільна держава Саксонія. Складові частини постачаються із м. Цвікау.
- Німеччина Sitech Sitztechnik GmbH — виробник складових частин і обладнаних електронними системами сидінь для практично усіх марок автомобілів, які виробляє Volkswagen AG. Штаб-квартира розташована у м. Вольфсбург, земля Нижня Саксонія. Заводи у:
  - м. Вольфсбург, земля Нижня Саксонія;
  - м. Емден, земля Нижня Саксонія;
  - м. Ганновер, земля Нижня Саксонія;
- Німеччина Volkswagen Motorsport. Штаб-квартира та виробництво розташовані у м. Ганновер, земля Нижня Саксонія.
- Німеччина Volkswagen Individual. Штаб-квартира та виробництво розташовані у м. Вольфсбург, земля Нижня Саксонія.
- Німеччина Autostadt. Розважальний центр, музей, атракціон та одночасно з цим, магазин розташовані поряд із основним заводом у м. Вольфсбург, земля Нижня Саксонія.

### В інших країнах
- США Volkswagen Group of America, Inc.. Штаб-квартири розташовані у м. Оберн-Гіллс, штат Мічиган (стара) та у м. Херндон, штат Вірджинія (нова). Заводи у:
  - м. Оберн-Гіллс, штат Мічиган;
  - м. Чаттануга (Теннессі), штат Теннессі.
- США Volkswagen Electronics Research Laboratory (VWERL) — науково-дослідницька лабораторія автомобільних електронних систем. Штаб-квартира у м. Белмонт, штат Каліфорнія.
- Мексика Volkswagen de Mexico SA de CV. Штаб-квартира і завод розташовані у м. Пуебла, штат Пуебла.
- Аргентина Volkswagen Argentina SA. Штаб-квартири розташовані у м. Сан-Хусто, провінція Буенос-Айрес та у м. Генерал Пачецо, провінція Буенос-Айрес. Заводи у:
  - м. Генерал Пачецо, провінція Буенос-Айрес;
  - м. Кордова, провінція Кордова (деталі трансмісії).
- Бразилія Volkswagen do Brasil Ltda. Штаб-квартира розташована у м. Сан-Бернарду-ду-Кампу, штат Сан-Паулу. Заводи у:
  - м. Сан-Бернарду-ду-Кампу, штат Сан-Паулу;
  - м. Сан-Карлус, штат Сан-Паулу (двигуни);
  - м. Таубате, штат Сан-Паулу;
  - м. Іпіранга, штат Сан-Паулу;
  - м. Сан-Жозе-дус-Піньяйс, штат Парана.
- Бразилія Volkswagen Trucks and Buses (VTB) (нині — MAN Latin America). Штаб-квартира розташована у м. Резенді, штат Ріо-де-Жанейро. Заводи у:
  - м. Резенді, штат Ріо-де-Жанейро;
  - м. Порту-Реал, штат Ріо-де-Жанейро.
- ПАР Volkswagen of South Africa Pty Ltd. Штаб-квартира та завод розташовані у м. Ейтенхахе, Східна Капська провінція.
- Індія Volkswagen India Pvt Ltd. Штаб-квартира та завод розташовані у м. Чакан, штат Махараштра.
- КНР FAW-Volkswagen Automotive Co Ltd. Штаб-квартира розташовані у м. Чанчунь, провінція Гірин. Заводи у:
  - м. Чанчунь, провінція Гірин (два заводи);
  - м. Ченду, провінція Сичуань;
  - м. Далянь, провінція Ляонін (двигуни);
  - м. Фошань, провінція Гуандун (на стадії будівництва).
- КНР  Shanghai Volkswagen Automotive Co., Ltd.. Штаб-квартира та завод розташовані у м. Аньтін, район Цзядін міста Шанхай.
- Малайзія Volkswagen Passenger Cars Malaysia. Штаб-квартира розташована у м. Банґсар (приміська зона Куала-Лумпур).
- Угорщина VW-Bau Kereskedelmi es Szolgaltato Bt (мотоцикли). Штаб-квартира та основні виробничі потужності розташовані у м. Будапешт.
- Словаччина Volkswagen Slovakia (раніше — Bratislavské Automobilové Závody (BAZ)). Штаб-квартира та основний завод розташовані у м. Братислава.
- Бельгія Volkswagen Bruxelles SA. Штаб-квартира розташована у м. Брюссель.